# Міссісога
Міссіссагуа (англ. Mississauga) — місто в провінції Онтаріо в Канаді, найбільше в регіональному муніципалітеті Піл та шосте за величиною в усій Канаді. Розташоване на північно-західному березі озера Онтаріо, що межує на сході із містом Торонто. Міссіссога — частина промислового району, прозваного «Золотою підковою» (англ. Golden Horseshoe).
У Міссіссозі знаходиться найбільший міжнародний аеропорт у Канаді — Торонто-Пірсон (англ. Toronto Pearson International Airport).

## Клімат
| Клімат Міссісага (Торонто-Пірсон (аеропорт)) 1981—2010 | Клімат Міссісага (Торонто-Пірсон (аеропорт)) 1981—2010 | Клімат Міссісага (Торонто-Пірсон (аеропорт)) 1981—2010 | Клімат Міссісага (Торонто-Пірсон (аеропорт)) 1981—2010 | Клімат Міссісага (Торонто-Пірсон (аеропорт)) 1981—2010 | Клімат Міссісага (Торонто-Пірсон (аеропорт)) 1981—2010 | Клімат Міссісага (Торонто-Пірсон (аеропорт)) 1981—2010 | Клімат Міссісага (Торонто-Пірсон (аеропорт)) 1981—2010 | Клімат Міссісага (Торонто-Пірсон (аеропорт)) 1981—2010 | Клімат Міссісага (Торонто-Пірсон (аеропорт)) 1981—2010 | Клімат Міссісага (Торонто-Пірсон (аеропорт)) 1981—2010 | Клімат Міссісага (Торонто-Пірсон (аеропорт)) 1981—2010 | Клімат Міссісага (Торонто-Пірсон (аеропорт)) 1981—2010 | Клімат Міссісага (Торонто-Пірсон (аеропорт)) 1981—2010 |
| Показник                                               | Січ.                                                   | Лют.                                                   | Бер.                                                   | Квіт.                                                  | Трав.                                                  | Черв.                                                  | Лип.                                                   | Серп.                                                  | Вер.                                                   | Жовт.                                                  | Лист.                                                  | Груд.                                                  | Рік                                                    |
| Абсолютний максимум, °C                                | 17,6                                                   | 14,9                                                   | 25,6                                                   | 31,1                                                   | 34,4                                                   | 36,7                                                   | 37,6                                                   | 38,3                                                   | 36,7                                                   | 31,6                                                   | 25,0                                                   | 20,0                                                   | 38,3                                                   |
| Середній максимум, °C                                  | −1,5                                                   | −0,4                                                   | 4,6                                                    | 12,2                                                   | 18,8                                                   | 24,2                                                   | 27,1                                                   | 26,0                                                   | 21,6                                                   | 14,3                                                   | 7,6                                                    | 1,4                                                    | 13,0                                                   |
| Середня температура, °C                                | −5,5                                                   | −4,5                                                   | 0,1                                                    | 7,1                                                    | 13,1                                                   | 18,6                                                   | 21,5                                                   | 20,6                                                   | 16,2                                                   | 9,5                                                    | 3,7                                                    | −2,2                                                   | 8,2                                                    |
| Середній мінімум, °C                                   | −9,4                                                   | −8,7                                                   | −4,5                                                   | 1,9                                                    | 7,4                                                    | 13,0                                                   | 15,8                                                   | 15,1                                                   | 10,8                                                   | 4,6                                                    | −0,2                                                   | −5,8                                                   | 3,3                                                    |
| Абсолютний мінімум, °C                                 | −31,3                                                  | −31,1                                                  | −28,9                                                  | −17,2                                                  | −5,6                                                   | 0,6                                                    | 3,9                                                    | 1,1                                                    | −3,9                                                   | −8,3                                                   | −18,3                                                  | −31,1                                                  | −31,3                                                  |
| Середня кількість сонячних годин на місяць             | 79,7                                                   | 112,2                                                  | 159,4                                                  | 204,4                                                  | 228,2                                                  | 249,7                                                  | 294,4                                                  | 274,5                                                  | 215,7                                                  | 163,7                                                  | 94,2                                                   | 86,2                                                   | 2161,4                                                 |
| Норма опадів, мм                                       | 51.8                                                   | 47.7                                                   | 49.8                                                   | 68.5                                                   | 74.3                                                   | 71.5                                                   | 75.7                                                   | 78.1                                                   | 74.5                                                   | 61.1                                                   | 75.1                                                   | 57.9                                                   | 785.9                                                  |
| Днів з опадами                                         | 15,1                                                   | 11,6                                                   | 12,4                                                   | 12,5                                                   | 12,5                                                   | 10,8                                                   | 10,4                                                   | 10,2                                                   | 10,5                                                   | 12,1                                                   | 13,1                                                   | 14,8                                                   | 145,9                                                  |
| Днів з дощем                                           | 5,4                                                    | 4,6                                                    | 7,4                                                    | 11,3                                                   | 12,5                                                   | 10,8                                                   | 10,4                                                   | 10,2                                                   | 10,5                                                   | 12,0                                                   | 11,0                                                   | 7,1                                                    | 113,2                                                  |
| Днів зі снігом                                         | 12,1                                                   | 9,4                                                    | 6,8                                                    | 2,4                                                    | 0,03                                                   | 0,0                                                    | 0,0                                                    | 0,0                                                    | 0,0                                                    | 0,30                                                   | 3,4                                                    | 10,0                                                   | 44,4                                                   |
| Вологість повітря, %                                   | 80.8                                                   | 79.3                                                   | 78.1                                                   | 75.4                                                   | 77.2                                                   | 79.8                                                   | 81.9                                                   | 85.7                                                   | 87.4                                                   | 85.2                                                   | 83.3                                                   | 81.8                                                   | 81.3                                                   |
| ------------------------------------------------------ | ------------------------------------------------------ | ------------------------------------------------------ | ------------------------------------------------------ | ------------------------------------------------------ | ------------------------------------------------------ | ------------------------------------------------------ | ------------------------------------------------------ | ------------------------------------------------------ | ------------------------------------------------------ | ------------------------------------------------------ | ------------------------------------------------------ | ------------------------------------------------------ | ------------------------------------------------------ |
| Джерело: Департамент довкілля Канади                   |                                                        |                                                        |                                                        |                                                        |                                                        |                                                        |                                                        |                                                        |                                                        |                                                        |                                                        |                                                        |                                                        |

## Населення
Згідно з переписом населення 2021 року, проведеним Управлінням статистики Канади, населення Місісаги становило 717 961 осіб, які проживали в 244 575 із 254 089 приватних осель, що на -0,5% менше, ніж у 2016 році, коли населення становило 721 599. З площею 292,74 км2 (113,03 квадратних миль) у 2021 році щільність населення становила 2452,6/км2 (6352,1/кв. милі).
У 2021 році 15,2% населення було віком до 15 років, а 16,6% – 65 років і старше. Середній вік у Місісазі становив 40,8 років .

## Особливості
- Міжнародний аеропорт «Пірсон» (англ. Toronto Pearson International Airport).
- «Золота підкова» — (англ. Golden Horseshoe)
- Український Католицький Собор Успення Пресвятої Богородиці (англ. St. Marys Ukrainian Catholic Church)

- Absolute World, кондомініуми в Місісазі

## Уродженці
- Грег Гілберт — канадський хокеїст.
- Том Костопулос — канадський хокеїст.
- Джордж Стромболополос — популярний канадський журналіст українського походження.